# Eukoenenia hesperia
Eukoenenia hesperia is een spinnensoort in de taxonomische indeling van de Palpigradi.
Het dier komt uit het geslacht Eukoenenia. Eukoenenia hesperia werd in 1953 beschreven door Rémy.